# Un giorno qualunque (I Moderni)
Un giorno qualunque è un singolo del gruppo musicale italiano I Moderni, brano d'apertura ed unico estratto da In/Cassa, il secondo lavoro discografico della band.
Il singolo è entrato in rotazione radiofonica il 9 maggio 2014.
Il brano è stato presentato ai Music Awards – Next Generation 2.0, arrivando tra i tre finalisti.